# Oeralski
Oeralski (Russisch: Уральский) is een nederzetting met stedelijk karakter gelegen in het district Belojarski bij de grens met het district Sysertski van de Russische oblast Sverdlovsk aan de oostzijde van de Centrale Oeral. De plaats ligt op ongeveer 30 kilometer ten zuidoosten van Jekaterinenburg en 20 kilometer ten westen van Belojarski, iets ten zuidwesten van de hoofdweg P 354 en iets ten oosten van de moerassen waaruit het riviertje Kljoetsjik (zijrivier van de Iset) ontstaat. De plaats heeft een spoorverbinding met Jekaterinenburg en Koergan.
Bestuurlijk gezien staat Oeralski echter onder jurisdictie van de oblast en vormt een gesloten plaats. Dit omdat er zich net als bij Svobodny enkele ballistische raketten staan opgesteld en zich er een bijbehorende troepeneenheid van de Strategische Raketstrijdkrachten bevindt.

## Geschiedenis
Historisch gezien stond de locatie van de plaats bekend als Pjany Bor, hetgeen zoiets betekent als "bezopen dennebos".
Oeralski werd gesticht in 1960 als woonplaats voor troepeneenheid 56653 van de Strategische Raketstrijdkrachten van de Sovjet-Unie met de postcodenaam Kosulino-1 (Kosoelino-1). De stichting van eenheid 56653 op 30 juli van dat jaar wordt gezien als de stichtingsdatum van de plaats. Tot op heden bevinden zich geen andere bedrijven in de plaats.
Op 4 januari 1994 kreeg het de status van nederzetting met stedelijk karakter en haar huidige naam Oeralski en behield haar status een gesloten plaats. Op 13 juni 1995 kreeg het de status van gemeente. Sinds de inwerkingtreding van de federale hervormingswet van 6 juni 2003 heeft Oeralski de status van stedelijk district.